# Chinese bieslook
Chinese bieslook (Allium ramosum) is een plant uit de narcisfamilie (Amaryllidaceae). De soort is verwant aan bolgewassen zoals ui, prei, knoflook. Het blad van Chinese bieslook is grover en breder dan dat van bieslook (Allium schoenoprasum). De plant heeft een lichte knoflookachtige smaak.

## Toepassingen
Van de Chinese bieslook gebruikt men bij voedselbereiding over het algemeen de jonge dunne stengels. Dikkere stengels hebben de neiging taai te worden. Chinese bieslook wordt met name gebruikt in de Aziatische keuken waar ook de bloemen in gerechten worden gegeten. Deze worden dan door een bakbeslag gehaald, gefrituurd en geserveerd met een saus.
Chinese bieslook wordt in de meeste gerechten gebruikt als kruiderij en er wordt van beweerd dat het de eetlust en spijsvertering bevordert. In de Chinese kruidengeneeskunde wordt het ook toegepast om de vochtafdrijvende werking.

## Verkrijgbaarheid
In Nederland wordt Chinese bieslook verkocht via de toko en gespecialiseerde inkoopkanalen. In tuincentra wordt de soort een enkele keer aangeboden als plantje of in de vorm van zaad.

## Naamgeving
In de Chinese keuken wordt Chinese bieslook aangeduid als jiǔcài.
Allium ramosum en Allium tuberosum worden in sommige bronnen gezien als aparte soorten. In Nederland en België  wordt het verschil tussen beide te klein geacht en wordt   A. tuberosum beschouwd als synoniem voor A. ramosum.
... · 
A. altaicum · 
A. ampeloprasum (prei) · 
A. ascalonicum (sjalot) · 
A. carinatum (berglook) · 
A. cepa (ui) · 
A. fistulosum (grof bieslook) · 
A. fistulosum var. bulbifera (sint-jansui) · 
A. fistulosum var. giganteum (stengelui) ·
A. karataviense · 
A. oleraceum (moeslook) · 
A. oschaninii (eslook) · 
A. paradoxum (armbloemig look) · A. ramosum (Chinese bieslook) ·
A. rotundum (ronde look) · 
A. sativum (knoflook) · 
A. schoenoprasum (bieslook) · 
A. scorodoprasum (slangenlook) · 
A. sphaerocephalon (kogellook) · 
A. tricoccum · 
A. triquetrum (driekantig look) ·  
A. ursinum (daslook) · 
A. vineale (kraailook) · 
A. zebdanense (bochtig look) ·
...